# Edith Overhoff
Edith Overhoff geborene Kloeppel (* 12. April 1904 in Elberfeld; † 3. Dezember 1986 in Mannheim) war eine deutsche Schriftstellerin.

## Leben
Vater Edith Kloeppels war der Jurist und Chemiker Edmund Kloeppel. Ihre Mutter war Else Kloeppel, geborene zur Strassen, Schwester des Zoologen Otto zur Strassen. Ihr Großvater war der Jurist und Reichstagsabgeordnete Peter Kloeppel.
Edith Kloeppel studierte Architektur. Sie konnte ihre Dissertation nicht vollenden, da ihr Doktorvater gezwungen durch die politischen Verhältnisse Deutschland verlassen musste. Neben ihrer Tätigkeit als Hausfrau und Mutter lernte sie Arabisch, Persisch und Türkisch.
Im Jahr 1924 heiratete sie den Juristen, Unternehmer und Schriftsteller Julius Overhoff. Das Paar hatte fünf Kinder: Julius (* 24. April 1925; † Oktober 1944, gefallen), die Zwillinge Elfriede und Sybille, Martin (* 7. Februar 1933), Konstanze.
1926 unternahm das Ehepaar Overhoff eine zweimonatige Reise nach Ägypten. Nach ihrer Rückkehr verfassten sie eine Reisebeschreibung, fanden aber keinen Verlag, der zur Veröffentlichung bereit gewesen wäre. Die Reisebeschreibung erschien schließlich 1980.
1930 zog die Familie Overhoff nach Frankfurt am Main um, wo Julius Overhoff in die Führung der Firma I.G. Farben aufstieg. In Frankfurt schrieb sich das Ehepaar Overhoff an der Johann Wolfgang Goethe-Universität Frankfurt am Main ein. Sie belegten die Fächer Geschichte, Islamwissenschaft, Philosophie und Theologie. Zu ihren Lehrern gehörten Ernst Kantorowicz, Martin Buber, Leo Frobenius, Gotthold Weil und Herman Lommel.
Edith Overhoff schrieb einige wenige Bücher und Aufsätze. Zusammen mit ihrem Ehemann schrieb sie mehrere Reiseerzählungen.
Nach dem Tod ihres Ehemanns half sie bei der Herausgabe von Teilen seines Nachlasses.

## Publikationen (Auswahl)
- Edith Kloeppel: Dejaka vkazivki isljams'ki džerela do pitannja pro "Slavjan v Seredzem'ju" = Einige Hinweise auf islamkundliche Quellen zum Thema "Slaven im Mittelmeerraum". o. O., 1948, OCLC 256891989
- Gotthold Weil und die Universitaet Frankfurt um 1933. In: Frankfurter Hefte Band 37, Heft 5, 1982, S. 8–12.
- Edith Overhoff: Alltagsstücke in Grandma Moses′ Manier : 12. April 1984; gedruckt aus Anlaß Ihres 80. Geburtstages. Als Manuskript gedruckt, o. O., 1984, OCLC 699616978
- Edith Overhoff: Nachwort: Julius Overhoff - Lebenslandschaft und Lebensarbeit. In: Julius Overhoff: Wintertage auf Malta. Aquarelle von Karl Heinz. Verlag Pfälzer Kunst Hanns Blinn, Landau i. d. Pfalz 1979, OCLC 698932498

Gemeinsame Publikationen mit Julius Overhoff
- Aegypten, 1926/1927. Als Manuskript gedruckt Berlin [1929 ?], OCLC 793209032
- Südsee, eine Inselreise. Prestel Verlag, München 1978, ISBN 3-7913-0432-1
- Wo der Mythos noch aufbewahrt ist. Viti Levu – der Feuerlauf. In: Merkur 29. Jahrgang, Heft 322, 1975, S. 252–260 teilweise online
- Tage am Nil. Ägyptenfahrt, damals und heute. Verlag Pfälzer Kunst, Landau i. d. Pfalz 1980, ISBN 978-3-922580-01-0